# Costes de les Barraques
Les Costes de les Barraques són unes costes del poble de La Coma al municipi de La Coma i la Pedra (Solsonès). Estan situades al massís de Port del Comte, al vessant de llevant de la Roca de Querol.